# بیلی دورل
بیلی دورل (انگلیسی: Billy Dorrell؛ 1872 – ۱۹۵۳ (۸۰−۸۱ سال)) بازیکن فوتبال بود.
از باشگاه‌هایی که در آن بازی کرده‌است می‌توان به باشگاه فوتبال استون ویلا و باشگاه فوتبال لستر سیتی اشاره کرد.